# 八月宗派事件
八月宗派事件（朝鲜语：／）是指1956年8月30日期間朝鲜政府內部一些高級官員試圖在朝鮮勞動黨第三次代表大會8月中央全會罢黜時任勞動黨委員長兼內閣首相的金日成並取得對政府的控制，然最終未遂的一場政變。
政變的領導人包括內閣副首相、最高人民會議常任委員長、建設省相、商業省相、文化省副相和職業總同盟委員會委員長等，均為勞動黨內的改革派成員。他們反對金日成進行個人崇拜，又認為他所推行的經濟政策和路線出現嚴重的問題。此次政變僅在短短半天內便被瓦解，金日成的權力不但未有受到挑戰，反而逐步鞏固起來，更間接奠定了金氏家族對朝鲜長久的獨裁統治，也影響到該國與蘇聯和中華人民共和國的關係。故此，這次政變被歷史學家視為是對朝鲜影響最為深遠的事件之一:157。

## 背景

### 對內：派系林立與游擊隊派的崛起

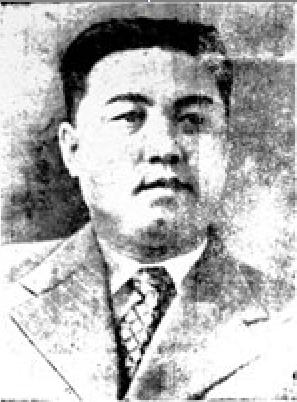
1948年，金日成被蘇聯立為朝鲜的國家領導人，圖為1950年代時的金日成。

自朝鲜於1948年建國後，該國的執政黨就為朝鮮勞動黨:12。然而，由於該黨是由許多不同派別的共產主義者和民主主義政黨合併而成，因此在立國之初勞動黨存在不同的派系，其中又以從蘇聯而來的蘇聯派、與中國共產黨關係親密的延安派、由南部到來的國內派以及在日治時期反殖民地政府的游擊隊派為黨內的四大派系:12。而在當中，游擊隊派和延安派因被認為在抗日期間功勞最大，加上得到蘇聯的支持，游擊隊派領袖金日成因而被推舉為最高領導人。延安派則在首屆的朝鮮勞動黨中央政治局選舉中取得了13席中的6個席位，兩派從而成為當時黨內的最具影響力的派系。

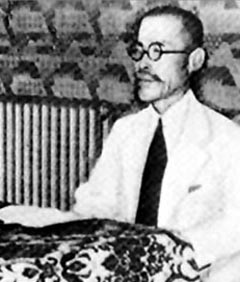
金日成對朴憲永等人的清洗引起延安派和蘇聯派人的不安，因而埋下了政變的伏線。

1948年，蘇聯紅軍正式撤出朝鮮半島，金日成失去了蘇聯的軍事支援:61。為防範其它派系趁機擴張，他在韓戰期間把各派系的領導人物肅清。1950年12月，他先以延安派首領兼民族保衛省副相和朝鮮人民軍炮兵司令武亭未能把守平壤而將其免職。翌年，他又以修復水庫不力及阻撓黨的擴大等罪名撤消蘇聯派首領許嘉誼的所有職務。
另一方面，金日成與國內派領袖朴憲永的鬥爭已進入白熱化階段。朴本為朝鮮共產黨的核心人物並且得到蘇聯的器重，他後來加入勞動黨，於黨內具有聲望。同時，他在多方面的立場均與金日成相左。二人在朝鮮戰爭就如何向韓國發動攻勢到戰爭期間應否議和均有著不同見解。1952年11月，朴憲永發表紀念十月革命二十五週年的演說，在提到朝鮮獨立運動時他多次強調朝鮮共產黨的主導地位，甚至連金日成的名字也沒有提過。考慮到國內派缺乏外國勢力的支持加上對朴的不滿，金日成於1953年以替美國當間諜為由而將其逮捕:93。同年7月，韓戰結束，金日成繼續其清洗行動，包括李承燁、權五稷等的10人也在同日因間諜罪而被處死，此後國內派勢力一落千丈。
之後，金日成把矛頭指向擁有軍權的延安派代表朴一禹。朴於韓戰期間是內務相兼聯合司令部副政治委員，是平壤政府與北京的聯絡員。戰爭末期，金日成通知北京朴會被召回，取而代之的是其親信崔庸健。然而，儘管朴已被解除與北京聯絡的職務，他仍不時和後者保持聯繫，這使金日成感到不快。於是，金日成在1955年4月召開的勞動黨中央全會中點名批評朴一禹以「來自中國的代表自居」，拉幫結派，企圖分裂黨而將其軟禁，並在翌年12月開除出中央委員會及撤銷其黨籍。
蘇聯派接著成為被打擊的對象。據蘇聯的官方檔案透露，金日成在清除許嘉誼後是對蘇聯派沒有敵意的。然而隨著1955年朴昌玉大量提拔蘇聯派幹部又對金處理許嘉誼的做法有意見而引起金日成的戒心。為打擊朴昌玉，金日成誤導朴的心腹，勞動黨中央宣傳部部長朴永彬在出版刊物時應闡述「人民群眾的歷史作用問題」。恰好，政治宣傳雜誌《新朝鮮》主編宋達範拒絕刊登深受金日成喜愛的作家韓雪野的小說。這樣，金日成找到更多批評朴的理由。在隨後舉行的中央全會中，金以朴永彬在文學工作中的錯誤傾向和打擊無產階級文學而免除其職務。至於朴昌玉，考慮到他此前與朴憲永的鬥爭中表現積極，故他只開除出政治委員會，副首相一職仍然保留。儘管如此，蘇聯派的主要幹部已被全數逐出權力核心。
經過一連串的清算後，勞動黨內的延安派、蘇聯派和國內派勢力大受打擊，而以金日成為首的游擊隊派則正式冒起。然而，這也激發了如金斗奉、崔昌益、朴昌玉等延安派和蘇聯派官員的恐懼情緒，並計劃進行反撲:155-156。

### 對外：赫魯曉夫的興起和去斯大林化

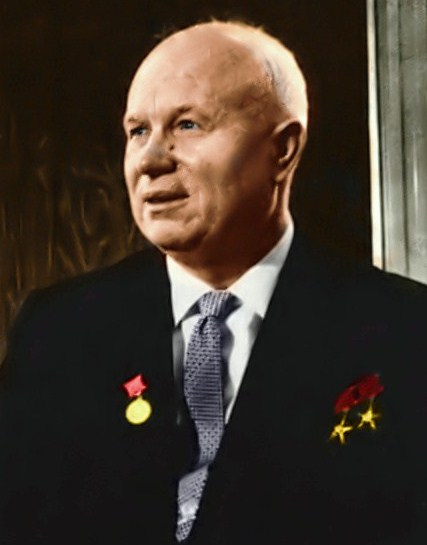
蘇聯共產黨第一書記赫魯曉夫提出的去史太林化間接觸發政變。

雖成為最高領導人，但由於政府派系林立，金日成的權力受到限制。為擴大權力，金日成仿效蘇聯共產黨總書記斯大林實行個人崇拜以樹立於黨和國內的威信:19-20。在建國初期，金日成就要求畫家和作家等須描繪他為反抗日本殖民政府的英雄。此外，他還被宣傳部門說成是個如父親般關愛人民的領袖:124-131。在韓戰後，更被寫成帶領國家獲勝的民族英雄，並取得「百戰百勝的鋼鐵統帥」稱號。之後，關於崇拜金日成的畫像、電影、音樂和海報等遍佈全國。
1953年，斯大林離世，經過一系列權力鬥爭後，赫魯曉夫出任蘇共中央第一書記。在權力得以穩固後，赫魯曉夫推行一系統的措施。在政治上，他首先暫停對斯大林的個人崇拜，又一改過去莫斯科政府對衛星國的高壓統治，而改為懷柔管治。同時，他還容許局部的文藝自由化。在經濟方面，他改變過去斯大林政府依賴重工業和集約農業的現象，允許有限的市場化。這些的政策隨後引發起周邊社会主義國家的連鎖反應，其中包括在1956年6月發生的波茲南事件、保加利亞的經濟改革和中國的雙百方針。
作為史太林的支持者，金日成对赫魯曉夫的言論感到不安。為消除赫氏帶來的衝擊，勞動黨機關報《勞動新聞》刪除了其講話中有關「個人崇拜」和「集體領導」的用詞，金日成同時向黨員派發秘密信件，強調「蘇共二十大所揭露的那些錯誤在勞動黨的活動中並不佔有任何地位」。另一方面，為抗衡去斯大林化，金日成提出主體思想，指在北韓實行的政策和方針必須顧慮到國內的實際情況，不必事事跟從外國。雖然金日成極力阻止赫氏的主張流入國內，但勞動黨改革派成員還是能通過在平壤出售的蘇聯報章得悉這些一切，他們也一度希望金日成會有所改變:146。
然而，赫魯曉夫的改革並未得到金日成的正面回應﹕朝鲜繼續實行高度集體化農業和依靠重工業發展經濟、金日成對其個人崇拜和打壓言論並沒有改善的跡象。1956年3月19日，金日成收到赫魯曉夫的《關於個人崇拜及其後果》演說報告，並向蘇聯大使館表示會認真貫徹到黨的實際工作中。但實際上，金日成卻在翌日的中央全會中大力批評朴憲永在搞個人崇拜。同年4月23日至28日的勞動黨第三次代表大會中，金日成沒有討論個人崇拜和經濟路線的問題，反讚揚北韓的經濟成就和批判國內派「分裂黨的宗派主義活動」。這導致了改革派成員的不滿，駐蘇領使李相朝感歎朝鮮革命博物館已成為「金日成個人事業的博物館」。內閣副首相朴昌玉在與蘇聯大使會面時指金日成非但沒有好好處理派系間的矛盾，反而用人唯親，加劇了黨內的個人崇拜。在對金日成的種種不滿下，改革派終使萌生出發動政變的主張:147。
| 名字   | 圖像 | 職位                         | 派系   | 下場                                               |
| ------ | ---- | ---------------------------- | ------ | -------------------------------------------------- |
| 金枓奉 |      | 最高人民會議常任委員會委員長 | 延安派 | 失蹤                                               |
| 崔昌益 |      | 內閣副首相                   | 延安派 | 被處死                                             |
| 朴昌玉 |      | 內閣副首相                   | 蘇聯派 | 被處死                                             |
| 徐輝   |      | 朝鮮職業總同盟委員長         | 延安派 | 逃亡到中國                                         |
| 尹公欽 |      | 商業省相                     | 延安派 | 逃亡到中國                                         |
| 李相朝 |      | 駐蘇聯大使                   | 延安派 | 於蘇聯滯留多年，後來在1989年逃亡到南韓             |
| 李弼奎 |      | 建材省相                     | 延安派 | 逃亡到中國                                         |
| 金承化 |      | 建設省相                     | 蘇聯派 | 在會議前被金日成派遣到蘇聯學習科學，之後再沒有回國 |

## 策劃政變
韓戰期間，朝鲜廣受破壞，需要大量的資金進行重建及發展經濟之用。為此，金日成在1956年6月1日至7月19日出訪包括蘇聯、波蘭和東德等多國社会主義國家，以爭取更多的經濟援助:156-157。期間，對金日成漸生不滿的改革派官員如金枓奉、崔昌益、朴昌玉、徐輝和尹公欽等趁機在平壤的蘇聯駐朝鲜大使館見面，商討除去金日成的可行性和方法:95。最終，擁有朝鮮勞動黨中央委員會議席的他們決定在8月2日至4日舉行的中央全會中彈劾金日成，因據當時的《朝鮮勞動黨章程》規定，中央委員會成員可選舉委員長，故此他們理論上也有彈劾他的權力:183。
為了爭取支持，改革派成員試圖拉攏金日成的親信。7月初，朴昌玉先後與外交部長南日和朝鮮女性民主聯盟委員長朴正愛面談，他告訴二人，得知有人會在即將舉行的中央全會中反對金日成，並問二人會否參與其中，遭到拒絕:163。
同時，改革派又嘗試爭取中蘇兩國的支持。鑑於蘇聯對金日成的態度未明確，延安派人崔昌益率先在6月5日拜訪蘇聯駐朝鲜大使館使節伊萬諾夫（В. И. Иванов）。崔希望蘇聯領導人在和金日成會見時能談及「黨和政府領導的政治問題」。伊萬諾夫覺得崔有話想說，於是約了他兩天後在其家中見面。來到伊萬諾夫的居所，崔指出勞動黨和國家存在「不健康的現象」，比如用人唯親、「黨的領導者」不願接受批評以及黨的會議不能暢所欲言。隨後，朴昌玉與蘇共中央書記處書記勃列日涅夫（後來任蘇共中央總書記）取得聯繫:94。不久後，李相朝到訪蘇聯，前者向改革派轉達了莫斯科對金日成感到不滿的訊息:177-178。受這一點鼓舞，朴昌玉和崔昌益頻頻與伊萬諾夫見面詳談，並決意對金日成發動攻勢:177-178。7月14日，延安派元老李弼奎對蘇聯使館代表彼德羅夫明言要對金及其親信「採取行動」，其目的是「更換現時黨中央和政府領導層」。
另一方面，當月延安派人又多次到訪中國大使館，並和使館職員取得秘密联繫:111。雖然當時作為中國最高領導人的中共中央主席毛澤東對赫魯曉夫的去史達林化頗有微言，但出於與金日成的在韓戰期間的個人恩怨和對延安派人被清洗感到不滿，他和中國國務院副總理兼國防部部長彭德懷均對政變表示不反對:112。在得到中蘇兩國的許可下，改革派的尹公欽於8月2日通過大使館告知蘇方他們已經準備好發動反金攻勢:161。一星期後，李相朝向蘇聯官員表示他們已議定好幾名可取代金日成的人選，又指一旦政變成功，他們會把金日成流放到海外:97。

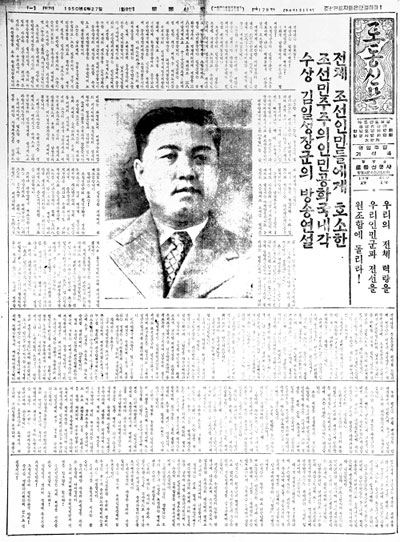
自金日成當選最高領導人後，喉舌《勞動新聞》就不斷為其宣傳。圖為1950年6月27日的《勞動新聞》，封面刊登了金日成的一篇講話。

## 消息外漏及金日成的反攻
事實上，改革派秘謀政變的消息早在7月，已在南日和內務省護衛局局長李乙雪的告密下泄漏。金日成在其回憶錄《與世紀同行》寫道李乙雪察覺崔昌益和朴昌玉等人「鬼鬼祟祟，有些不正常」﹔南日亦通過電話告訴金，崔朴二人「行跡可疑」:269。7月19日，已秘密回到朝鲜的金日成決定將原本在8月2日至4日舉行的中央全會延期到8月30日和31日，以爭取更多時間。隨後，金日成進行遊說部署，與南日、朴正愛和鄭一龍等近臣會見，基於他們建議金接受改革派的要求，金日成表示同意他們的提議，於是與各中央委員會成員見談，他向眾人口頭承諾會撥亂反正，又會減少其個人崇拜和對其過錯反省:128-129。更甚者，他還對延安派金枓奉說，為了黨的利益，在必要的時候，他願辭職。
對外，金日成頻頻與蘇聯使節會面，承諾會「完全接受莫斯科的批評」，又指責改革派煽動黨內的不滿情緒是反黨行為。蘇聯雖然不滿金日成沒有遵守蘇共二十大關於反個人崇拜的要求，但鑑於二十大後東歐出現如波茲南事件等騷動，莫斯科不欲東亞出現動亂。於是，蘇聯最終決定支持金日成。8月2日，蘇聯通過伊萬諾夫傳話，指示勞動黨要「勇敢地揭露黨領導層工作中的錯誤...正確分析那些不滿意見產生的理由」，從中採取「切實的措施以彌補不足，鞏固黨的領導」。但同時，蘇聯提醒金日成不得處分反對他的人。13日，蘇聯進一步聲援金日成，莫斯科在給他的信中指黨內民主不應被當作「傷害、破壞和削弱」黨的工具。在得到的蘇聯的支持下，金日成先在18日召開中央常委會，崔昌益和金枓奉亦在其中。金日成朗讀蘇聯給他的信，以向改革派警示，莫斯科已決定支持他。
同時8月21至23日，勞動黨成員討論黨內存在的問題，崔昌益直指黨內存在個人崇拜現象，黨內民主欠缺，幹部並非按能力選拔，而是對領導人是否忠誠。故此，崔主張解除朴金喆的職務，並對鄭一龍和金昌滿進行審查。朴金喆和金昌滿等人隨即反駁，強調崔的言論是直接反對金日成和企圖在內部製造矛盾和削弱黨的力量。
另一方面，金日成又安排朴正愛和朴金喆主持幹部會議，承認黨內的確存在對金日成進行個人崇拜的問題，但這現象未還發展到危險的境地，而黨正在採取補救措施。與此同時，二人還向幹部們透露蘇聯會站在他們那邊。在會議的次日，《勞動新聞》也發表一篇名為「國際工人運動的重新高漲和無產階級思想的威力」的評論文章，指個人崇拜是值得批判的，但必須在黨中央的指導下進行，否則就會被階級敵人利用。在人事上，金日成召回剛出國的親信方學世回國佈置防范措施﹔被認為是在改革派充當聯絡人的建設部長金承化則在中央全會前，被放到蘇聯留學。
在中央全會舉行前的幾天，金日成以賂賄收買或是綁架的方法使立場不明的成員維持中立:128-129。另外，他又派遣警察監視改革派成員的舉動，並對他們的司機和保姆進行審問。在會議坐席上，金日成也作出安排，他特意把改革派成員分隔，並在他們身邊安插其親信發話，用以抑壓他們的勢力與主張:129。 然而，對於金日成返國後的各種部署，改革派並沒有進行特別的調整，而是靜觀其變，這間接導致到之後的慘敗。

## 政變當天
朝鮮勞動黨第三次代表大會8月中央全會，在8月30日至31日在平壤藝術劇場進行，原定的議程為金日成先匯報其出訪東歐各國的工作總結，然後由中央委員會副委員長朴金喆報告改進國內人民保健的工作事宜。然而，金日成早有準備，故將主題改作個人崇拜，但重點還是聲稱搞個人崇拜的是朴憲永，至於自己的問題輕輕帶過，還指﹕「個人崇拜絕對不是從社會主義制度的本質上產生的，也不是敵人斷言那樣是社會主義的弱點」。接著，國家計劃委員會委員長李鍾玉和咸鏡北道委員長金泰根對金日成的言論表示讚同。
改革派成員不久後就搶先發言，開始行動。首先發言的是商業相尹公欽，他批評金日成的個人崇拜已達到無可救藥的地步，又認為勞動黨委員長不應由像金日成般不負責任的人來擔任:170。此外，尹還建議將金日成的個人崇拜問題交由黨討論。尹的發言並未能得到各委員會成員的認同，反引來大量的罵聲，金日成首先指他在誣衊黨，其他的出席者則反問他是否暗示勞動黨是「法西斯政黨」。最後，金日成表示沒有必要給反黨份子和反革命份子說話的權利，於是動議尹應立即停止發言。結果，在全場絕大數人同意下尹被禁言並被奪去黨籍:170。
在稍作休會後，南日、財相李周淵和朝鮮民主青年同盟委員長朴容國批判尹公欽之前的言論。接著，崔昌益試圖為尹辯護，並繼續把矛頭指向金日成，他質疑金過度發展重工業，並反對把從蘇聯得來的經濟援助用於發展經濟，而不是改善民生之用。崔的意見很快就遭到金日成的反對，他反駁勞動黨不能只靠援助過著朝不保夕的日子，唯有發展經濟才是改善民生的方法，並聲稱人民也不會支持崔的說法:123。平安南道委員長金萬金讚同金日成的話，又主張把崔昌益等反黨集團「全都送進監獄」。眼見崔昌益失敗，朝鮮職業總同盟委員長徐輝接著發言，他對黨凌駕於工會顯得非常不滿，又認為工會的會員數目既然比勞動黨多，就應該讓工會獨立運作，才對工會有利，但他的主張也不獲得委員會成員的支持:126。此後，會議的對立情緒變得更為緊張，建材相李弼奎和朴昌玉在發言時也被四起的罵聲和噓聲打斷，幾乎無法完成其发言:128。然後，金昌滿、咸鏡南道委員長玄正民及崔庸健對徐輝和李弼奎等人進行批判。朴昌玉接著想發言，但在一片反對聲下未能實行。
見大勢已去，改革派成員於午餐期間逃離會場。尹公欽駕車到蘇聯大使館試圖尋求庇護，但未有人應門:130。隨後，他離開當地，並返回家中。當晚，他又與徐輝、李弼奎和另一名延安派成員金剛會合，並駕車一直北上。在路途上，他們通過賂賄的方式以確保不會遭到逮捕。翌日，他們乘漁船越過鸭绿江來到中國的安東市，再到北京:133-134，其它的改革派人則選擇留在朝鲜。
會議的第二天，即8月31日，所有的改革派成員已不知所終。金日成把日前反對他的人也列為反革命和反黨分子，並撤銷他們所有的職務。當中，尹公欽、徐輝和李弼奎更失去黨籍:129。同時，大會一致通過「關於崔昌益、尹公欽、徐輝、李弼奎和朴昌玉等同志的派別和陰謀活動」決議，並指示監察委員會對崔昌益、朴昌玉以及其他有關人員進行調查。
至此，這場由改革派發動的政變由會議展開到正式結束（成員們逃亡或是被定性為反黨份子），歷時僅有兩天。

## 後續

### 中蘇代表團的到來和九月中央全會

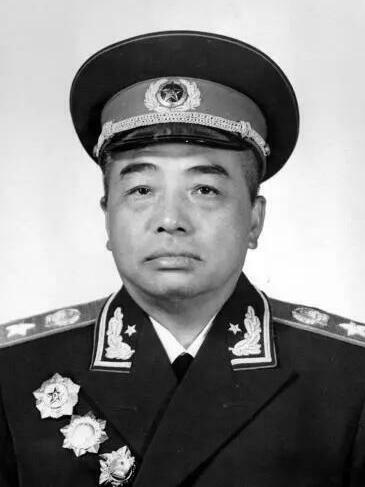
1956年9月，彭德懷與米高揚組成代表團訪問朝鲜，以了解該國在政變後的狀況，並在必要時廢除金日成勞動黨委員長的身份。

從潛逃到中國的朝鲜高級官員和中苏两国大使館職員傳來的消息，中國和蘇聯意識到改革派發動政變失敗，引起兩國高度關注朝鲜政局。9月5日，朝鲜驻苏大使李相朝求见费德林并提交了他给赫鲁晓夫的信。李相朝表示金日成对提意见的同志实行镇压，要求苏共中央干预此事。9月6日，苏共中央联络部部长鲍里斯·尼古拉耶维奇·波诺马廖夫接见李相朝。9月10日，波诺马廖夫与李相朝会谈时表示蘇聯不会干预朝鲜劳动党的内部事务。中蘇兩國為更深入了解該國現況，毛澤東與蘇聯部長會議第一副主席米高揚在9月的會談中同意派出一隊聯合代表團隊到訪朝鲜，二人又主張通過代表團向金日成施壓，要求他放棄對改革派成員的清洗:137。同時，他們又同意一旦情況許可下，會廢除金日成的黨中央委員長和內閣首相的身份，並另覓合適的人選:138。然而，毛澤東亦同時認為金日成退下來是「很難辦」的。此外，為防平壤有過大的反應，毛又召見崔庸健，稱代表團的造訪是要「幫助你們解決問題而非破壞」，又解釋﹕「你們國內發生問題，也影響到中國和蘇聯。因此，對你們這些問題我們不能不干涉」。
9月19日，由彭德懷和米高揚所率領的代表團來到朝鲜，金日成對於這不請自來的團隊很不愉快，並鮮有地拒絕接送到來的使節:140。就在當天，代表團和金日成展進行了4個小時的開會談。在這場會談中，中蘇使節要求金日成不會進行大規模的肅清以及實行黨內民主，以獲取群眾對黨的信任:142。同時，代表團又建議勞動黨再度召集中央全會，以糾正上次全會所犯的錯誤。對於代表團的要求，金日成大多接受，但有以下條件﹕朴昌玉不得再次出任內閣副首相一職、崔昌益不能再擔任中央常務委員會委員、徐輝等逃到中國的官員能夠恢復黨籍，但不可繼續留在黨中央委員會。對此，代表團表示接納又建議金日成於9月召開中央全會，以承認之前的過失。
為向黨員說明其立場，金日成於中央全會前舉行黨中央常委會會議，中蘇兩國也獲邀請參與。金於會議開始時重申改革派是有錯的，但為黨的團結，他會寬恕這些人。米高揚指勞動黨在之前的中央全會中剝奪尹公欽的發言權是不對的，又認為改革派是因害怕提出反對意見會被逮捕而逃走。因此，勞動黨必須放棄追究同志的過失及接受不同的意見。彭德懷接著直指勞動黨對改革派成員的處分是「過於草率」的，顯然代表黨不想聽到反對聲音。是故，勞動黨應在9月的中央全會進行反省，並將決議刊登在報章上。
9月23日，新一次的中央全會召開。金日成於開幕辭中承認就處罪崔益昌等人的問題是「有些倉促」，並相信他們沒有替外國工作。因此，金宣佈恢復崔昌益和朴昌玉的官職，以及恢復尹公欽、徐輝和李弼奎的黨籍。接著，金承諾會團體黨、實行黨內民主及更耐心地教育犯了錯的同志。聽過金的致辭後，黨中央組織指導部部長韓相斗、玄正民、平安北道委員長韓泰全及國家科學院院士李清源等紛紛指崔昌益和朴昌玉等人是以反個人崇拜為旗號、過著腐敗生活的反黨份子，但他們均認同黨替改革派恢復黨籍的做法。最後，中央全會宣讀決議，指改革派是「毫無疑問地」犯了嚴重錯誤，黨之前決定對他們加以處分的態度「有些簡單」。可是，為了黨的團結，我們是會給予他們重新改過的機會。
由於使節們對金日成承認錯誤的態度得到滿意，代表團最終沒有廢黜金，並在9月22日回國。

### 大肅清
早在8月中央全會擊敗政敵結束不久後，金日成就開始處理其反對者，以消除對他個人獨裁的威脅。其中，所有改革派都被取消幹部的物資配給和醫療服務，其家人也連坐處罰，並被警察監視。被撤銷職務的朴昌玉和崔昌益分別被下放到鋸木廠和養豬場工作:132。同時，金日成把矛頭指向延安派官員，他隨後宣佈崔昌益和徐輝是搞分裂和宗派活動的主謀，又認定政變是延安派的所為。為此，他肅清了平壤市黨委員會中的多名延安派人:135。此外，商業省、建設省和建材省的多名幹部均因與改革派成員有關係而被免職。
9月，隨著中蘇聯合代表團的來到，金日成只能暫緩了對反對者的清算，並口頭同意不會再追究政變者。在該月29日，朝鮮勞動黨的喉舌報章《勞動新聞》就發表文章稱黨會以「再教育、勸導和解釋」的方式教導黨內的滋事分子，以協助他們改過自身:142。朴昌玉和崔昌益也從而恢復原來的職位，尹公欽、徐輝和李弼奎的黨籍也失而復得。同時，金日成又通過朴正愛召集蘇聯派人，向他們傳遞勞動黨一定會替其平反的訊息。
然而，這種現象只維持了不到兩個月:145。11月，金日成乘中蘇兩國關注波匈事件之際，迅速展開未完成的清洗。他先以換發黨證為名，再次除去為數不少的延安派人。此後，朴昌玉和崔昌益再度被撤銷其職務，並被投進集中營:145。同期，平壤市黨委副委員長洪宣桓被指與改革派成員關係親密而被開除黨籍和職務:145、尹公欽家人的糧食配給則被平壤當局中斷。這次的清洗直至翌年的春季才結束，而主要政敵此時已經被殺害。
1957年夏季起，金日成進行了為期一年的新肅清。這次，共有1萬人遭到清洗，其中，約6000人被處死，其餘4000人被除去黨籍:142。這些的受害人除了有殘餘的延安派人外，蘇聯派也成為被迫害的對象。當中，朴昌玉和崔昌益以協助美國和日本從事間諜任務而被槍決；金斗奉神秘失蹤，據報於同年被殺；黨校校長夏甲則因不堪連番的審問而自殺；前通信部長金昌俠被冠上叛徒之名而被清算；徐輝和尹公欽的家人因連坐而被處死:162-163。同時，平壤市黨委員會也被清空﹕前秘書長龔奉哲和金元薛等20人被處決、另15人被長期監禁:171-172。朝鮮勞動黨中央委員會委員韓斌則先被下放到國立圖書館當館長，後來更被解除所有職務。時至1958年夏季，除了金日成的親信外，延安派和蘇聯派已幾乎被一網打盡。

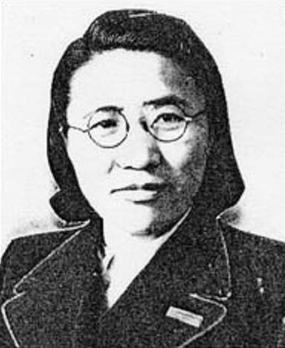
作為金日成的支持者，許貞淑是少數未遭清洗的非遊擊隊派人之一。

1960年，金日成發動最後一輪的肅清。他先把黨內150名「叛徒」處死，其中包括了45名的蘇聯派成員:192。然後，他又以思想腐朽為由把黨內2000多名的中級和低級幹部整肅。至此，延安派和蘇聯派內的只餘下如南日、金昌奉、朴正愛和許貞淑等金日成的支持者。

### 金日成強化統治
延安派和蘇聯派的改革派公開挑戰金日成使他意識到自己的根基未穩。為此，他在進行大清洗的同時又以各種的方式強化其統治。
金日成率先鏟除政圈外，被認為是不可靠的人物。學術界首先成為被針對的目標，金日成大學首當其衝﹕其黨委書記洪樂正因接觸改革派成員而在1956年10月被處死、校長俞成勛被判入獄、馬列主義學院院長宋君贊被剥夺黨籍，包括歷史系主任金正道在內的多名教授和學生被整肅:149,162-163。同時，平安南道有三千名教師因「政治立場問題」被取締:148。接著，軍方成員被捲入其中，人民軍海軍司令金七星、裝甲部長朴日武和首席工程師朴吉南在1957至58年期間被指與朴昌玉和崔昌益有聯繫而被逮捕，後來不知所終:189。司法部門也在同期受到迫害，其副部長、首席檢察官、最高法院院長和數名司長也被免職:142。
之後，金日成把矛頭指向國內的衛星政黨。1958年11月，朝鮮社會民主黨和天道教青友黨的黨魁洪箕璜和金達鉉被控為美國和日本間諜而遭到死刑:198。翌年2月，兩黨被整肅:199。此後，兩黨實力大減，在1957年的全國選舉中，他們在215個議席中共取得22個最高人民會議席，然而，在1959年的補選和之後的選舉內，他們僅得56席中的1席及383席中的8席。
平民也成為金日成打擊的對象。1957年4月，最高人民會議通過一項特別法案，把公民的出身成分劃分為3個等級，當中包括友好勢力、中立勢力和敵對勢力。被歸類為最低級的敵對勢力者不但會受到政府的嚴格監視，在官場和軍隊中也很難取得晉升機會:202-204。這等級分類一直沿用至今，據估計，敵對勢力佔了朝鲜總人口的兩成:198。此外，為達到互相監視之效，金日成又在1958年7月成立「五戶責任制」，每個家庭均需為「意識形態教育和彼此之間的行為」負責:181。3個月後，國家安全保衛部展開一場為期一年的大搜捕，被指在韓戰期間與美國和南韓軍隊有過來住的人民面臨再教育至死刑的處分，涉及人數達到十萬。
與此同時，金日成還實行更強硬的史太林式統治。他大力推行集體化生產，在1959年末，全國己有95.6%的家庭加入集體化生產行列，是為全球之冠:179。另一方面，他又致力打擊各私有企業。1958年，全國所有的私人企業已收歸國有:179。另一方面，金日成在政變後更強調民族主義。他通過喉舌《勞動新聞》等一再強調朝鮮族人的德性和純潔，又鼓勵學生認真學習朝鮮語，少學俄語，並重提美軍在韓戰所犯下的罪行，以團結民眾:176-177。為削弱蘇聯在國內的影響力，勞動黨中央委員會於1956年秋季下了對蘇聯話劇的禁令，而俄語不再是大學的修讀科目。官方出版的刊物提及蘇聯的次數也銳減。
第一屆朝鮮勞動黨中央政治局議席分佈
第二屆朝鮮勞動黨中央政治局議席分佈
游擊隊派在第二屆政治局選舉後的勢力大幅擴張，而延安派和蘇聯派則嚴重萎縮。
金日成還進行鋪天蓋地的個人崇拜。自1958年起，宣傳機關多次要求藝術家歌頌黨和金日成，並要積極製作打倒階級敵人和反動份子的作品:185。同時，金日成的名字和他提出的主體思想頻頻出現在《勞動新聞》，傳媒又不時報導朝鲜經濟的空前盛況，並將此歸功於金日成:186。1958年，勞動黨又在全國各地成立「偉大領袖金日成革命活動學習室」以供國民了解金日成的事跡，這種的學習室遍佈各政府機關、工廠、農村人民公社和學校，僅在平安北道，就有863间金日成學習室:200-201。翌年，由朝鮮勞動黨黨史研究所發行的《抗日遊擊隊參與者回憶錄》聲稱金日成在15年的抗日鬥爭裡共進行過10萬多次戰鬥，當中從未失敗過。
金日成又借選舉加強對政府的控制。1956年4月，金日成在中央委員會選舉中進行大幅調整，在71名中央委員會中，新當選的共有43人，並只有28人連任﹔而在45名候補中央委員內，新當選的有43人，保留的僅得2人。翌年，金日成發起韓戰以後的首次全國選舉。這次，在527個議席中，只得75人成功連任，其餘的都為新人:183。1961年的第二屆勞動黨中央政治局選舉中，游擊隊派取得11個議席中的其中6席，蘇聯派得2席（南日和朴正愛）、延安派1席（金昌奉），無派系人士取代國內派獲得其餘兩席:208。這時，整個勞動黨已被金日成所操控。

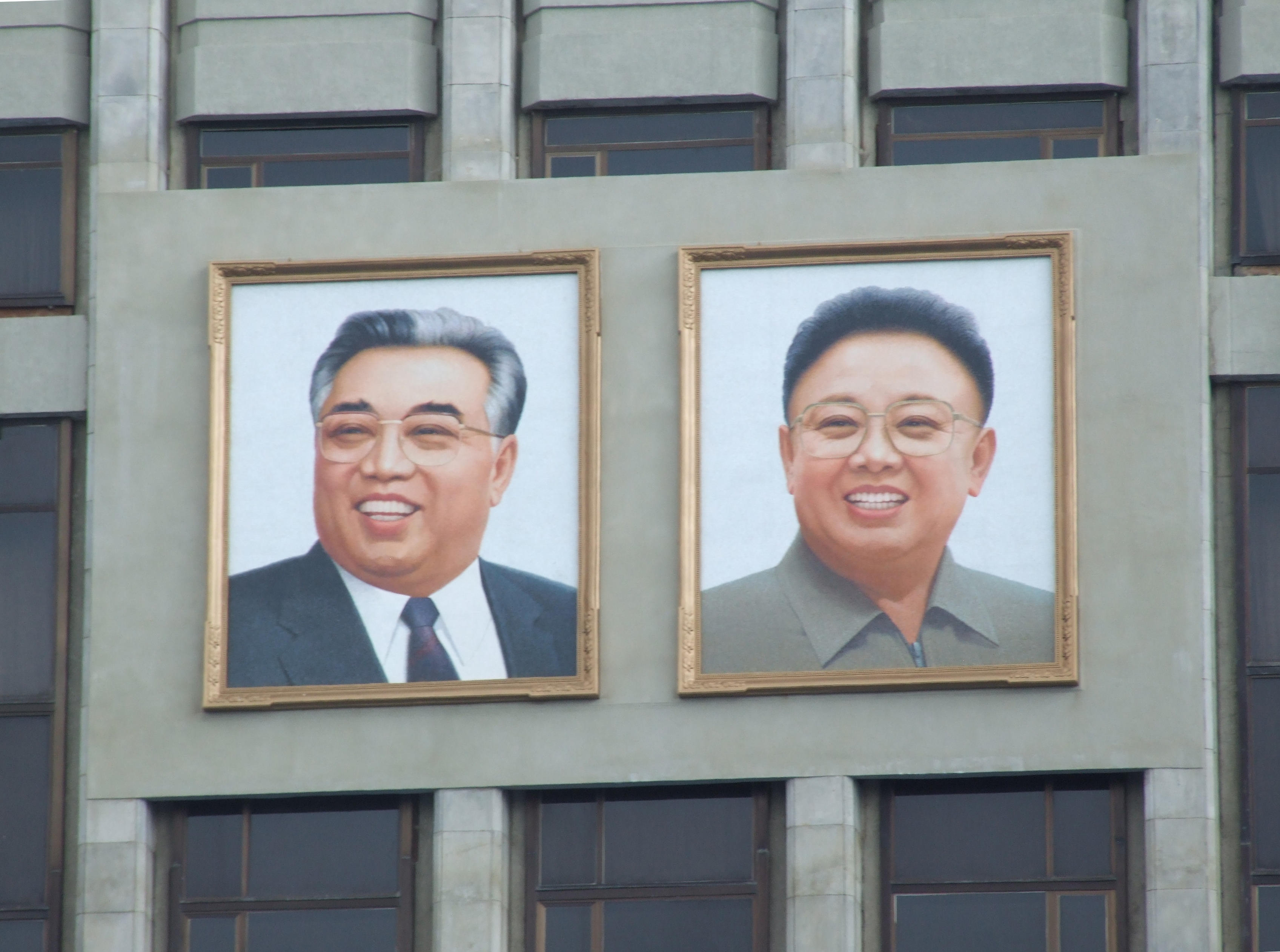
1967年，金日成把游擊隊派內的其他重臣肅清後，朝鲜國內再無人能威脅他，为日後金氏家族的世襲統治打下基礎。

在這些的手法下，金日成在1960年代初已徹底消除各種威脅，權力已鞏固下來。加上他在1967年把被認為是遊擊隊派中的内部派别甲山派中權力過重的金道滿、朴金喆、朴容國等一一翦除後，他已成功掌握黨、軍、政三方面的控制權，從而奠定了金日成對朝鲜的獨裁統治，更讓日後金氏家族的世襲統治打下基礎:314。

### 與中蘇兩國關係的改變
在朝鲜战争結束後，朝鲜實行親蘇疏中的外交政策。1953年9月，即戰爭完結不久後，蘇聯向朝鲜提供10億盧布的無償援助，又把在戰時的2.98億元貸款延長了還款期，其利率也從2%減為1%。1955年12月，金日成甚至對國民宣稱「愛蘇聯就是愛朝鲜」:63。這段期間，朝鲜與蘇聯的關係空前友好。
反之，儘管中國提供了16億盧布的無償援助，豁免在戰爭期間共14.5億元的貸款，又資助學生出國留學。然而，朝鲜卻對中國採取漠視的態度。據蘇聯外交部觀察所得，駐紮在平壤近郊的中國人民志願軍的居住環境十分差，而且朝鲜領導層鮮少到當地拜訪。同時，朝鲜又否定人民志願軍對韓戰的功勞，在平壤的戰爭展覽館中，12個展廳內只有1個是留給志願軍，其餘的展廳也解釋人民軍的作戰行動與志願軍毫無關係。朝鲜的舉動引來了中方的不滿。為此，自1952年中國召回駐平壤大使後，直至1955年1月前外交部沒有再派新大使。另一方面，在朝鲜駐北京大使館的招待會中，政務院總理兼外交部部長周恩來也「幾乎沒有和朝鲜代表交談」。
但隨著政變的出現，這局面逐漸出現變化。1956年，即政變發生後的第一年，金日成把政變歸咎於中蘇兩國在背後教唆，因此，他先後與兩國交惡。朝鲜先和蘇聯簽訂條約，規定擁有蘇聯國籍的朝鲜幹部成員只能從朝鲜或蘇聯選取其中一個國籍。另外，朝鲜又大量減少往蘇聯留學的名額。隨後，更只容許研究生到該國讀書。同時，朝鲜試圖挑撥中蘇關係，外交部不斷散播如北京政府認為蘇聯對波茲南事件的看法有誤和中國副外長私下與越南和蒙古大使會見等不利中方的消息。另一方面，朝鲜又對中國的請求，如恢復尹公欽家人糧食配給等的問題虛與委蛇。在這一年，朝鲜與中蘇兩國的關係也不好。
1957年，中蘇交惡日漸加劇，這使得中方需拉攏朝鲜的支持。9月中旬，中方邀請朝鲜來華訪問。10月25日，金日成就人民志願軍駐軍七周年向中共中央主席毛澤東發賀電，兩國關係日漸升溫。翌年，周恩來決定撤回所有駐紮在朝鲜的志願軍。自此以後，雙方的關係得到缓和，中朝双方的友好关系在随后几十年不断提升，直到目前，朝鲜依然是中国最重要的盟友，而且两国有直接的军事联盟。至於蘇聯，由於蘇方並沒有視朝鲜為重要的盟友，在兩國關係變差後，蘇聯並未有積極改善雙方的關係，導致兩國疏遠的關係一直延續至1964年勃列日涅夫推翻赫魯曉夫的統治後才得以改善。儘管如此，兩國期間還有一些經濟住來。1959年3月，蘇朝簽訂了新的經濟合作協定，蘇聯向朝鮮提供價值5億盧布的機器和技術援助，以協助興建發電站、化工廠和毛織廠等。翌年，蘇聯又免除朝鮮未歸還的7.6億盧布貸款。

## 各方反應

### 朝鲜
自政變發生後，平壤政府一直對此事絕口不提。1956年9月9日，即政變發生後的兩周，《勞動新聞》才就中央全會加以報導，然而，該報章對改革派的行動一字不提:130。1957年8月起，《勞動新聞》開始大肆批擊崔昌益等人，並稱他們為叛徒:152。隨後的幾年間，他們又被冠上反黨、反革命和民族敵人等罪名，但該報還是沒有具體解釋他們如何反叛國家:152。儘管如此，此舉還是成功的激起民憤，在千里馬郡，就有一群工廠工人宣稱要把「叛徒們一一投進2000摄氏度的洪爐中處死」:163。
此後，改革派的行動被平壤定性為反黨反革命。官方出版的《對於朝鮮勞動黨》和《金日成略傳》記載以崔昌玉為首的「反黨反革命宗派份子」是與美帝國主義狼狽為奸，意圖顛覆黨和政府的集團:188:69。他們在趁國際和國內複雜的形勢及勞動黨和人民面臨重重困難時，在會議期間故意「提出與議題毫不相干而又不合情理的問題向黨進行攻擊」:188:69。但最終，在全體成員一致擁護下反動分子遭受到沉重的打擊:188:69。外文綜合出版社在2016年出版的《領導朝鮮七十年》一書提及此事，未具名的指當年有「反黨反革命宗派分子」依仗外部勢力「向黨發動正面進攻，趁著混亂的機會破壞和顛覆黨和政府」，但陰謀最終在出席者的反對下遭到「狠狠地打擊」失敗而回:57。金日成在自傳中透露這場政變令他「頭髮也變白」了，並令他下定決心要嚴禁宗派活動，「即使極微小的現象也要堅決地加以粉碎」:189。故此，平壤每年8月左右都會舉辦反宗派活動的宣傳。

### 中华人民共和国
政變發生以後，中华人民共和国對朝鲜的狀況表現得相當關注，並在初時對改革派表示支持，又給予他們保護。1956年9月3日，朝鲜要求中华人民共和国外交部遣返出逃到中国的徐輝和尹公欽等人，但遭到中方拒絕，時任中华人民共和国駐平壤大使喬曉光表示：“這些人並非普通越境者，強制將其遣返是不可能的。”:155。同年9月18日，中共中央主席毛澤東批評金日成清洗反對者的行為，稱金日成是在搞斯大林的那一套。
1957年起，由于中国與朝鲜的關係緩和以及匈牙利事件等影响，毛澤東等人改變了對事件的看法，他們稱改革派成員為“反黨宗派”，隨後更宣稱“不願干涉兄弟黨和兄弟國家的內部事務”。對於逃亡到中国的朝鲜前官員，中方也向平壤承諾不會給予他們任何官職，但也没有将他们送回朝鲜。此後，中华人民共和国党政官方再沒有對政變改變立場。不仅如此，中國政府甚至不想與逃亡的朝鮮官員有任何住來。1957年6月，於吉林省流亡的兩名朝鮮駐蘇大使館工作人員詢問北京能否在中國參加“一定的組織生活”，結果遭到中方的直接拒絕。

### 蘇聯
雖然蘇聯也和中华人民共和国一樣對於事態發展表示關注，但他們的態度卻十分謹慎。負責跟進此事的蘇共中央書記處書記勃列日涅夫（後來任蘇共中央總書記）從未表態﹔自9月出訪朝鲜後，他也未有就蘇聯派人遭到清洗表示反對:201。然而，蘇聯還是對潛逃到當地的改革派成員給予保護。其中，再三被金日成召喚回國的駐蘇大使李相朝就是在得到蘇方的默許下得以逗留在莫斯科，免被肅清。同時，考慮到不少身在蘇聯和東歐各國的朝鲜留學生見證了匈牙利十月事件、保加利亞經濟改革等事件，這些學生返國後可能會被肅清，故此，蘇聯容許不想回國的留學生留在當地工作:193。

## 資料來源
1. 1 2 3 4 5 6 7 8 9 10 11 12 13 14 15 16 17 18  沈志華. . 廿一世紀. 2015, 12 (1): 84–96.
2. ↑  . 自由亚洲电台. 2011-01-05  [2018-01-21]. （原始内容存档于2018-01-21） （韩语）.
3. 1 2  （英文）Dae-Sook Suh. . Columbia University Press. 1988. ISBN 9780231065733.
4. 1 2 3 4 5 6 7 8 9 10 11 12 13 14 15 16 17 18 19 20 21 22 23 24 25 26 27 28 29 30 31 32 33 34 35 36 37 38 39 40 41 42 43 44 45 46 47 48 49 50 51 52 53 54  （英文）Andrei N. Lankov. . Hawaii: University of Hawaii Press. 2007. ISBN 9780824832070.
5. 1 2 3 4 5  （英文）Andrei N. Lankov. . Korean Studies. 1999, 23 (1): 13–67.
6. 1 2 3  B. R. Myers 著, 黃煜文 译. . 台灣: 臉譜書房. 2012. ISBN 9789862352151.
7. 1 2 3 4 5 6  彭德懷質疑金日成：朝鮮戰爭究竟是誰发動的？ 《多維新聞》 2011 12 24
8. 1 2 3 4  沈志華. . 廿一世紀. 2015, 10 (1): 68–85.
9. 1 2 3 4 5 6 7 8 9 10  （英文）Andrei N. Lankov. . Rutgers University Press. 2002. ISBN 978-0813531175.
10. ↑  韓國統一部. .
11. 1 2  . Rfa. 2010-01-09  [2018-01-24]. （原始内容存档于2018-01-24）.
12. 1 2 3 4 5 6 7 8 9 10  沈志華. . 世界博覽. 2010, 7 (1): 79–81.
13. ↑  金日成.  8. 北韓: 外文出版社. 1998. ISBN 978-9946-0-1455-5.
14. 1 2 3 4 5 6 7 8 9 10 11 12 13 14 15 16 17 18 19 20 21 22 23 24  沈志華. . 廿一世紀. 2016, 2 (1): 71–81.
15. 1 2 3 4 5 6 7 8 9 10 11 12 13 14 15 16 17 18 19 20  沈志華. . 廿一世紀. 2016, 4 (1): 79–97.
16. ↑  . Encyclopedia of Korean Culture.   [2018-01-28]. （原始内容存档于2018-01-29）.
17. 1 2  金日成黨內大清洗：71名老委員只剩28人 《大公報》 22 10 2013
18. 1 2  Andrei N. Lankov. . Korean Studies. 2002, 16 (1): 87–119.
19. ↑  . Encyclopedia of Korean Culture.   [2018-01-28]. （原始内容存档于2018-01-29）.
20. ↑  （英文）Dieter Nohlen. . OUP Oxford. 2001. ISBN 9780199249596.
21. ↑  （英文）. Fyodor Tertitskiy. Daily NK. 2017-09-19  [2017-09-29]. （原始内容存档于2017-11-30）.
22. 1 2  （英文）Ralph Hassig,Kongdan Oh. . Rowman & Littlefield. 2009. ISBN 9780742567207.
23. 1 2 3 4 5 6 7 8 9 10 11 12 13 14 15  沈志華. . 廿一世紀. 2010, 4 (1): 32–43.
24. ↑  （英文）Joseph M. Ha. . Asian Perspective. 1982, 6 (2): 105–131.
25. 1 2 3  沈志華. . 近代史研究所集刊. 2009, 63 (1): 147–193.
26. 1 2 3 4  . 北韓: 外文出版社. 2001.
27. 1 2 3  金志豪. . 北韓: 外文出版社. 2016. ISBN 978-9946-0-1467-8.
28. ↑  崔秀男、朴錦順、安英著，金蓮順譯. . 北韓: 外文出版社. 2016. ISBN 978-9946-0-1455-5.
29. ↑  . Rfa. 2010-08-30  [2018-01-25]. （原始内容存档于2018-01-26）.